# Lichtwark-Preis
Der Lichtwark-Preis wurde 1951 vom Senat der Freien und Hansestadt Hamburg anlässlich des 100. Geburtstages Alfred Lichtwarks gestiftet. Er wird seit 2013 alle vier Jahre, möglichst am 14. November, dem Geburtstag Lichtwarks, verliehen.
Der Preis ist eine Ehrung für Maler, Zeichner und Bildhauer, deren Werke der bildenden Kunst in unserer Zeit neue Aspekte hinzugewonnen haben und deshalb eine Auszeichnung verdienen.
Der Lichtwark-Preis besteht aus zwei Teilen:
- dem Lichtwark-Preis (zurzeit 10.000 Euro)
- dem Lichtwark-Stipendium (zurzeit 5.000 Euro pro Stipendiaten)

Eine Eigenbewerbung ist nicht möglich. Der Preis wurde bis 2013 in wechselnden Abständen vergeben, bis 1976 alle drei Jahre. Nach einer Erhöhung des Preisgeldes von 20.000 DM auf 30.000 DM fand eine Verleihung alle vier Jahre statt.

## Lichtwark-Preisträger
In Klammern die Lichtwark-Stipendiaten.
- 1952: Oskar Kokoschka (Klaus Frank, Volker Heydorn, Horst Janssen, Jörn Pfab, Ursula Querner)
- 1955: Ernst Wilhelm Nay (Hans Kock, Albert Reck, Kurt R.H. Sonderborg, Hans Sperschneider)
- 1958: Rolf Nesch (Reinhard Drenkhahn, Werner Reichhold)
- 1961: Walter Gilles (Gerhard Ausborn, Armin Sandig)
- 1964: Max Ernst (Detlef Birgfeld, Manfred Grossmann)
- 1967: Otto Dix (Edgar Augustin, Bruno Bruni)
- 1970: Richard Lindner (Gruppe Visuelle Kommunikation der Staatlichen Hochschule für Bildende Künste/Hamburg)
- 1973: Richard Oelze (Detlef Kappeler, Dieter Rühmann)
- 1976: Joseph Beuys (Bodo Baumgarten, Jürgen Bordanowicz)
- 1980: Bruno Goller (Osterhold Heiseke, Rotraut Pape)
- 1984: Sigmar Polke (Tonia Kudrass, Thomas Rieck)
- 1989: Dieter Roth (für 1988) (Harald Richter, Kyoko Shimono)
- 1994: Hanne Darboven (für 1992) (Christoph Schäfer, Cathy Skene)
- 1997: Lothar Baumgarten (für 1996) (Pia Greschner)
- 2001: Reiner Ruthenbeck (für 2000) (Peter Dombrowe, Klaus Hartmann, Katia Kelm)
- 2004: Thomas Schütte (Jeanne Faust)
- 2010: Olaf Metzel (Stefan Marx, Dirk Stewen)
- 2013: Andreas Slominski (Stefan Kern)
- 2017: Martha Rosler (Künstlerkollektiv Jochen Schmith)
- 2021: Etel Adnan (Karo Akpokiere, Julia Phillips)